# Dětřichov nad Bystřicí
Dětřichov nad Bystřicí é uma comuna checa localizada na região de Morávia-Silésia, distrito de Bruntál‎.